# Мьелан
Мьела́н (фр. Miélan) — коммуна во Франции, находится в регионе Юг — Пиренеи. Департамент — Жер. Административный центр кантона Мьелан. Округ коммуны — Миранд.
Код INSEE коммуны — 32252.

## География

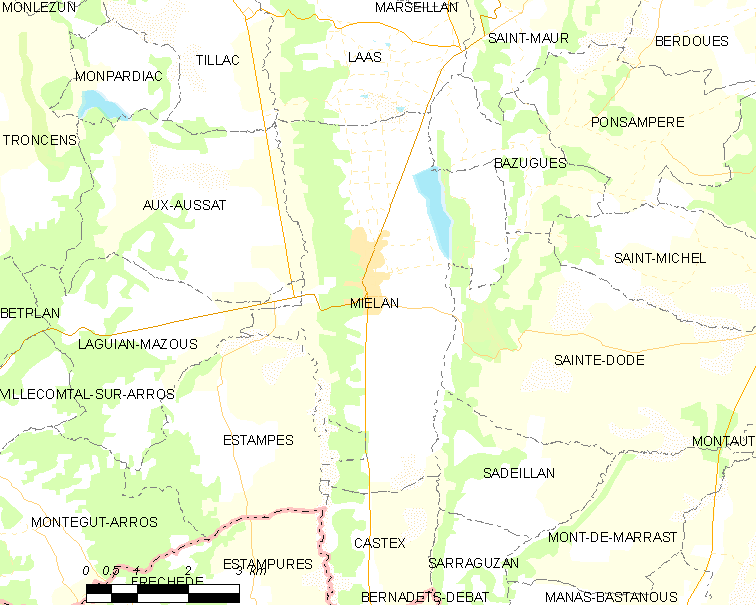
Карта коммуны

Коммуна расположена приблизительно в 630 км к югу от Парижа, в 95 км западнее Тулузы, в 33 км к юго-западу от Оша.
На западе коммуны протекает река Буэс, а на востоке расположено озеро Мьелан и протекает река Ос.

## Климат
Климат умеренно-океанический. Лето жаркое и немного дождливое, температура часто превышает 35 °С. Зимой часто бывает отрицательная температура и ночные заморозки. Годовое количество осадков — 700—900 мм.

## Население
Население коммуны на 2010 год составляло 1215 человек.
| 1962 | 1968 | 1975 | 1982 | 1990 | 1999 | 2010 |
| ---- | ---- | ---- | ---- | ---- | ---- | ---- |
| 1214 | 1295 | 1325 | 1246 | 1290 | 1259 | 1215 |

## Администрация
| Период | Период | Фамилия           | Партия        | Примечания |
| ------ | ------ | ----------------- | ------------- | ---------- |
| 2001   | 2008   | Луи Лакост        | Разные правые |            |
| 2008   | 2014   | Жак Бернес-Лассер | Разные левые  |            |
| 2014   | 2020   | Жан-Лу Арену      |               |            |

## Экономика
В 2010 году среди 667 человек трудоспособного возраста (15-64 лет) 418 были экономически активными, 249 — неактивными (показатель активности — 62,7 %, в 1999 году было 66,9 %). Из 418 активных жителей работали 358 человек (192 мужчины и 166 женщин), безработных было 60 (24 мужчины и 36 женщин). Среди 249 неактивных 44 человека были учениками или студентами, 109 — пенсионерами, 96 были неактивными по другим причинам.

## Фотогалерея

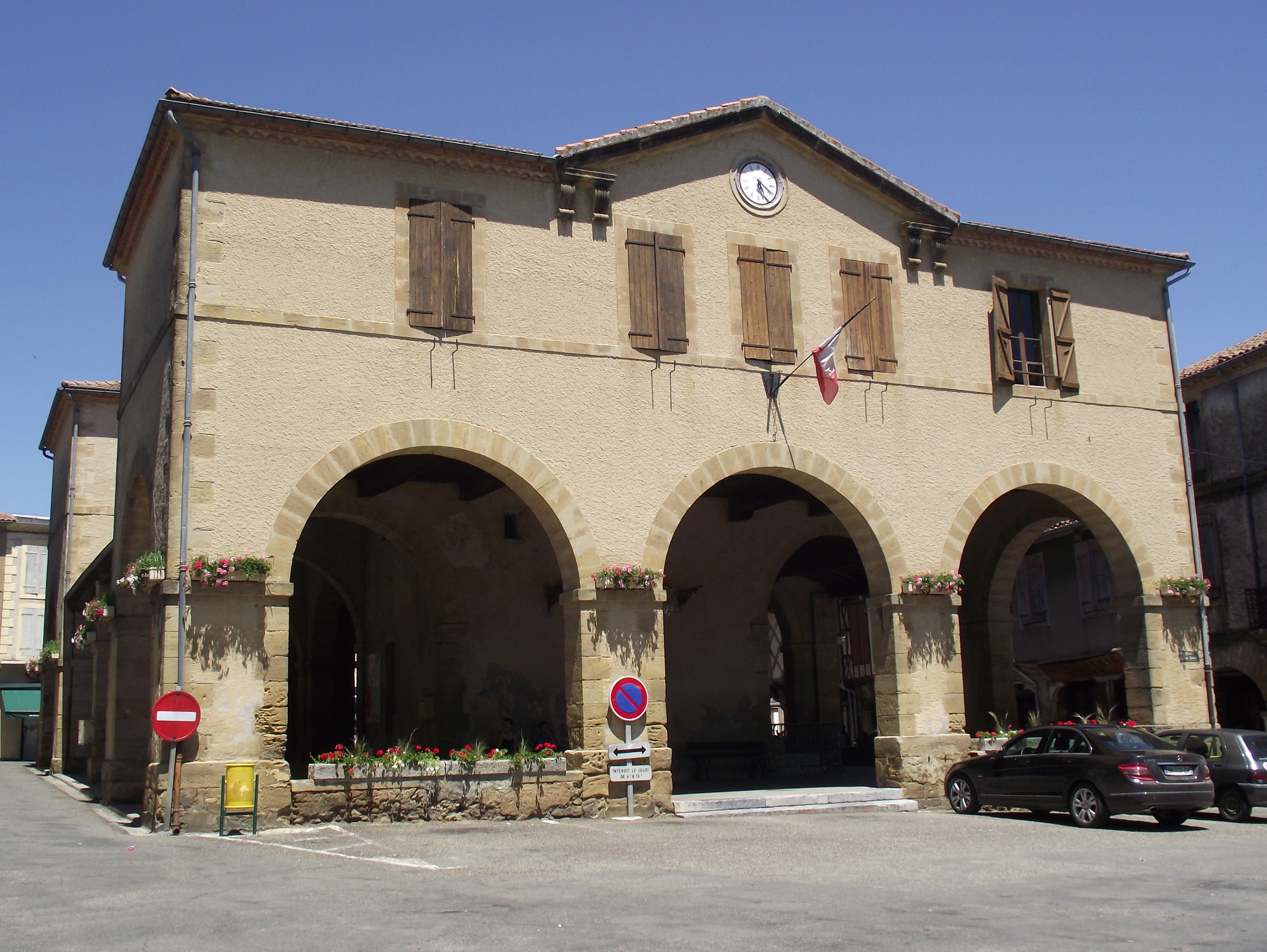
Мэрия
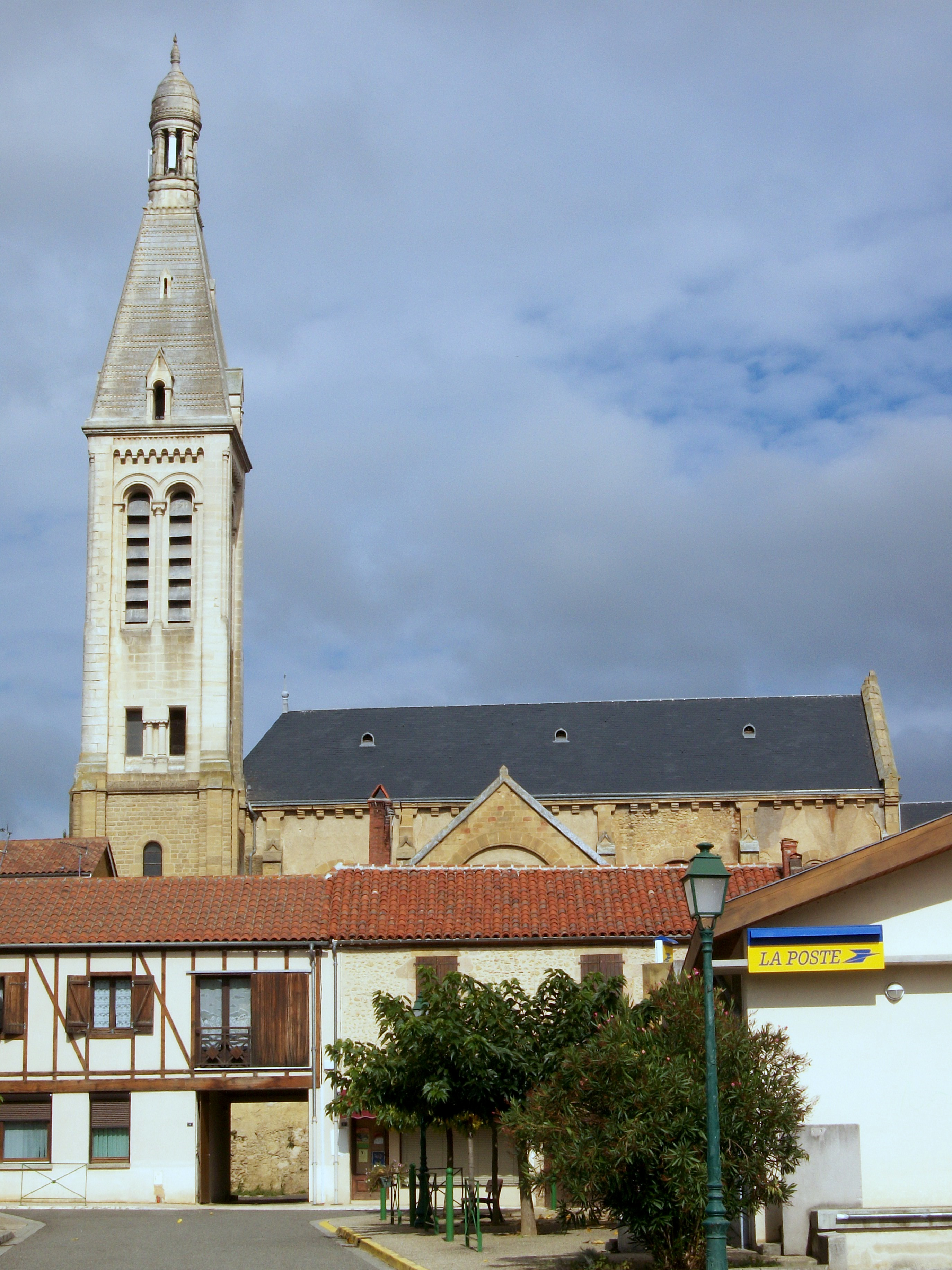
Церковь Св. Варфоломея
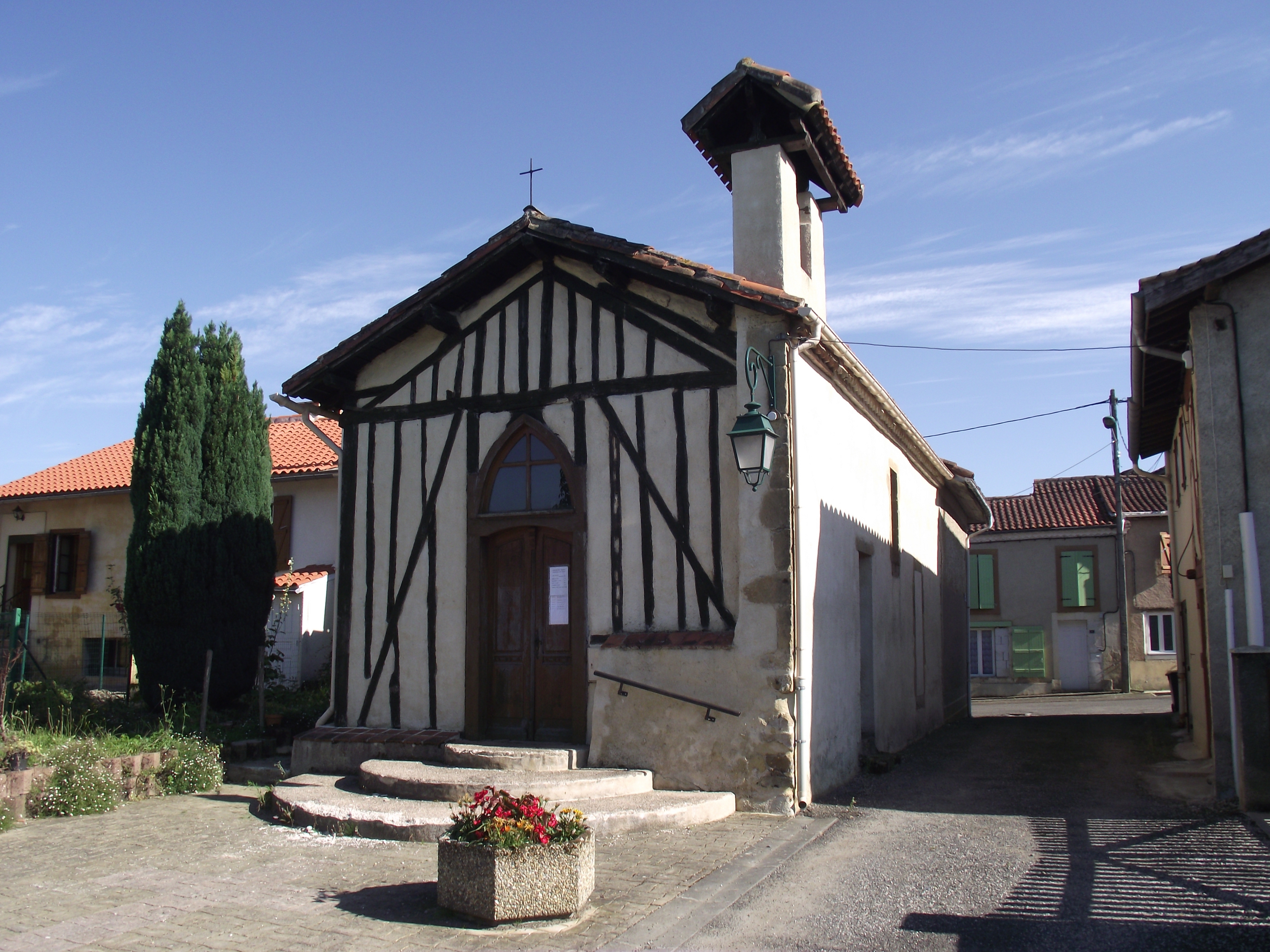
Часовня Св. Иоанна
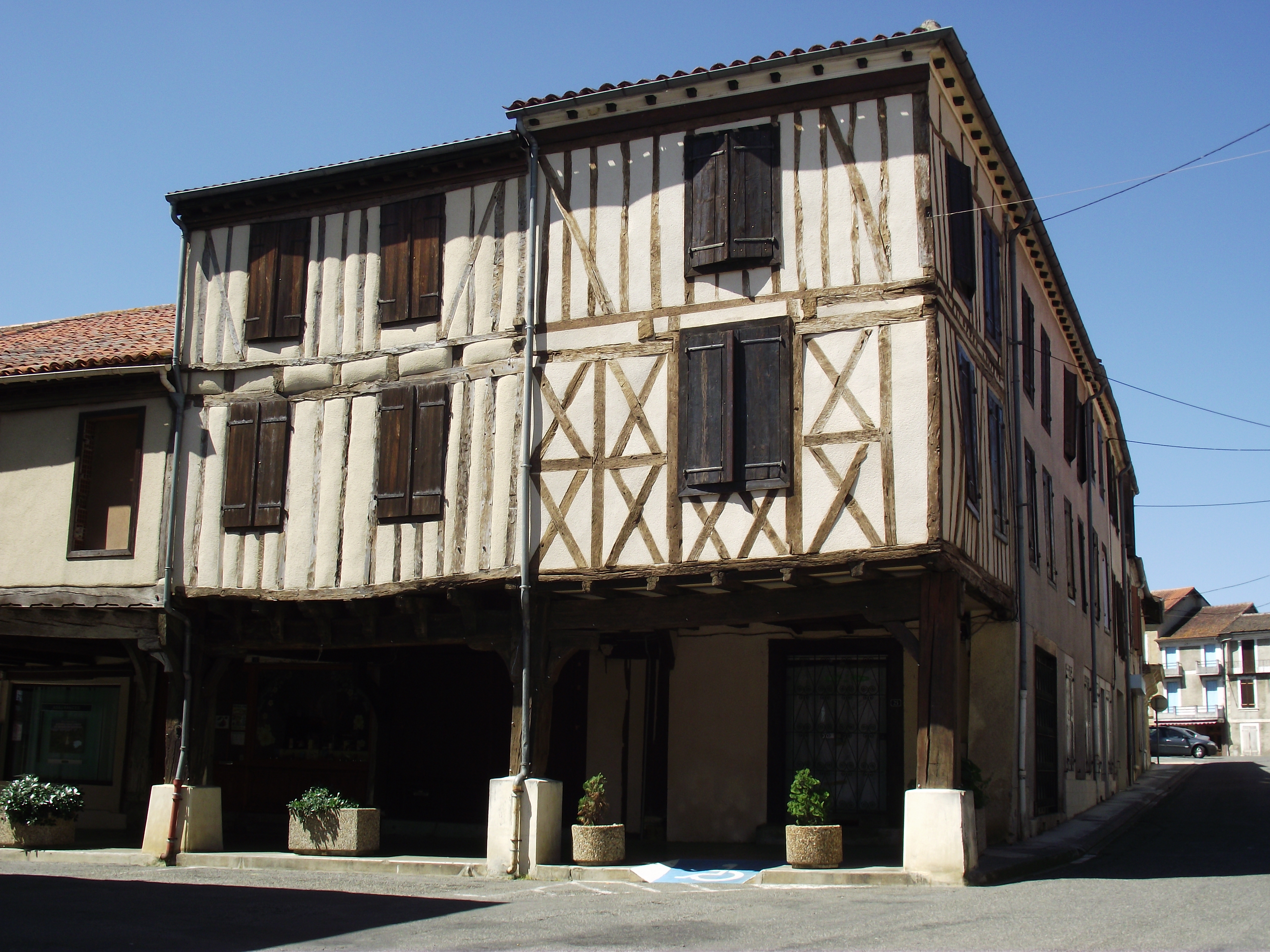
Фахверковый дом
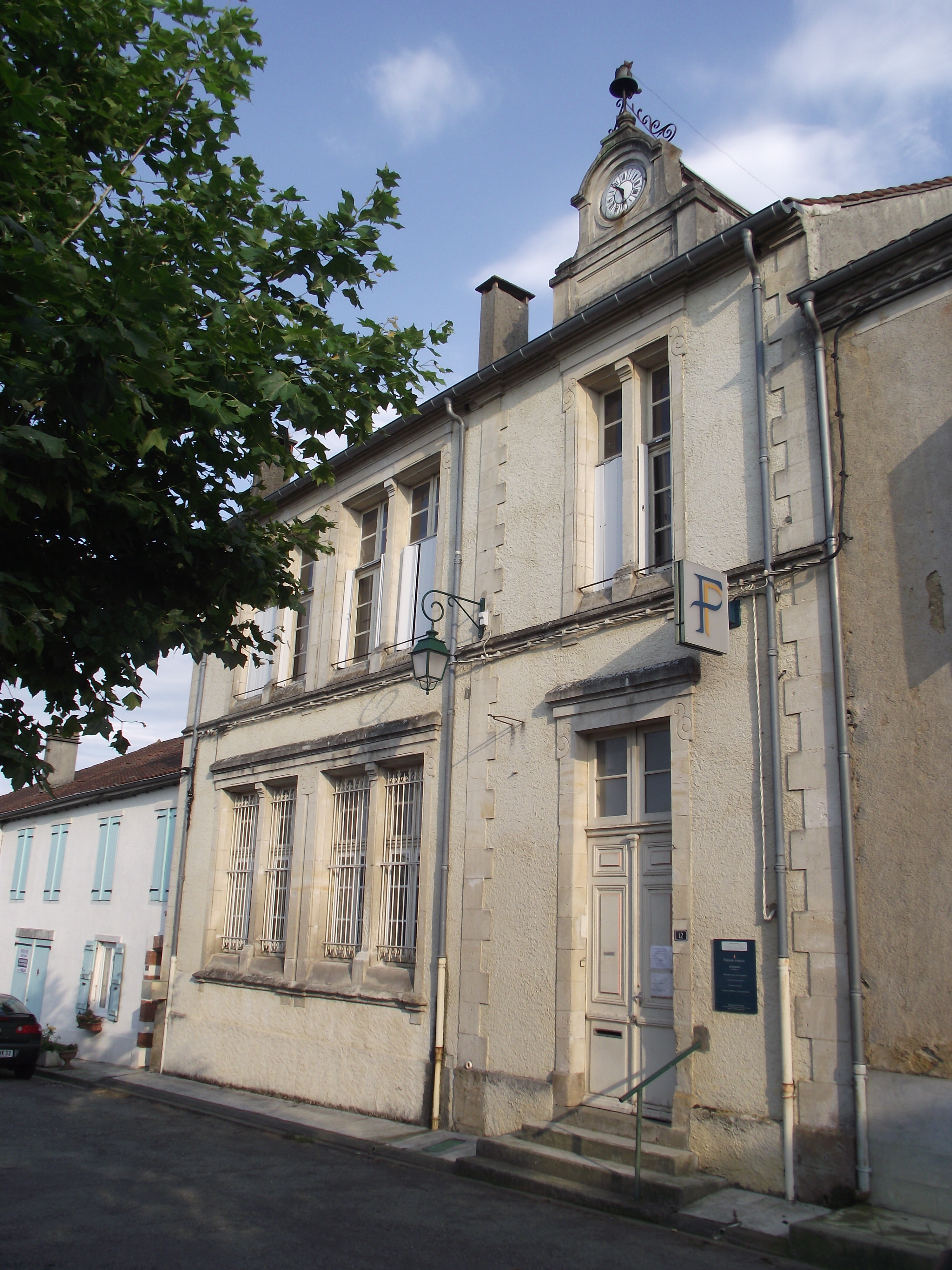
Налоговое управление
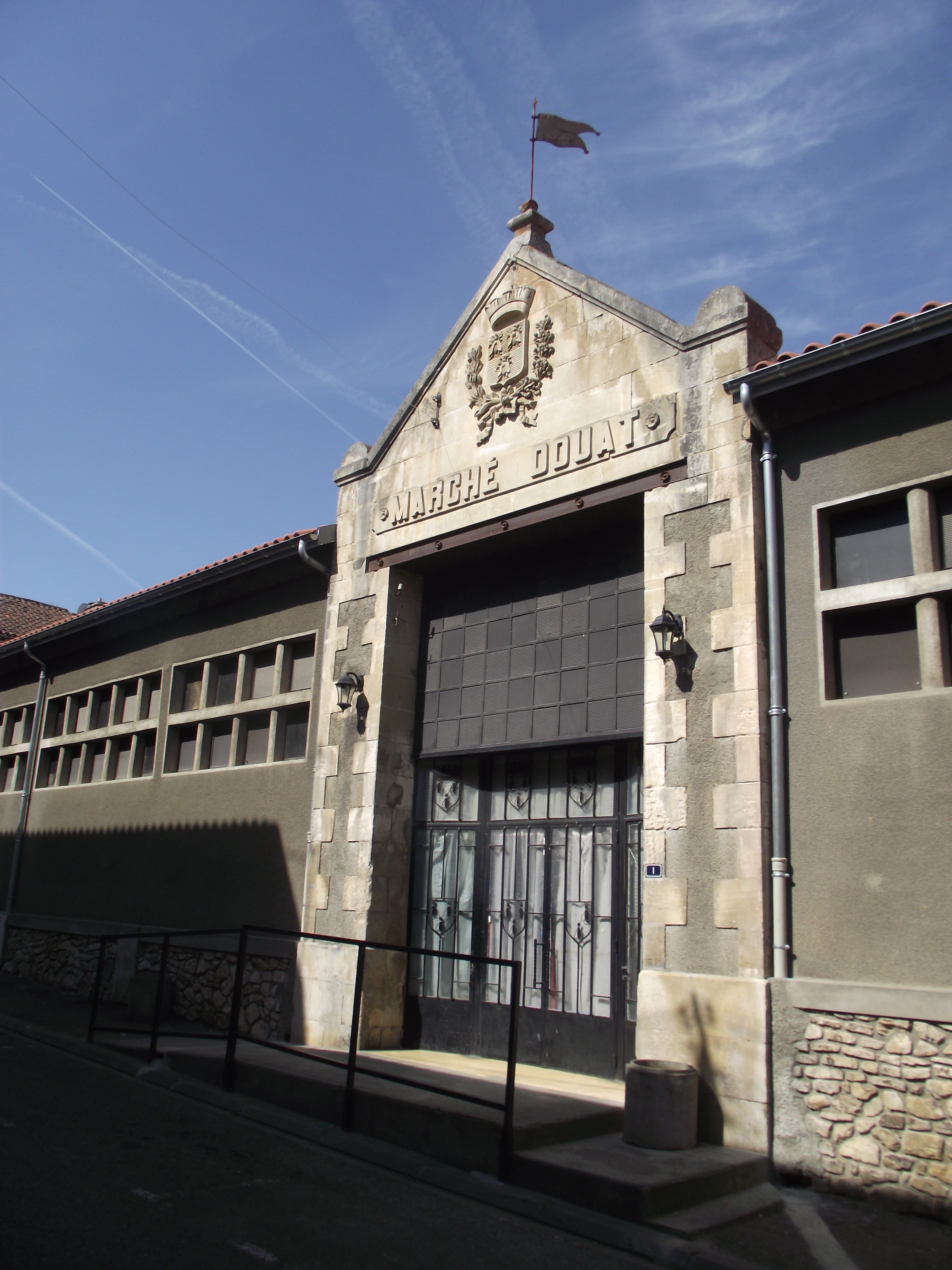
Рынок Дуа
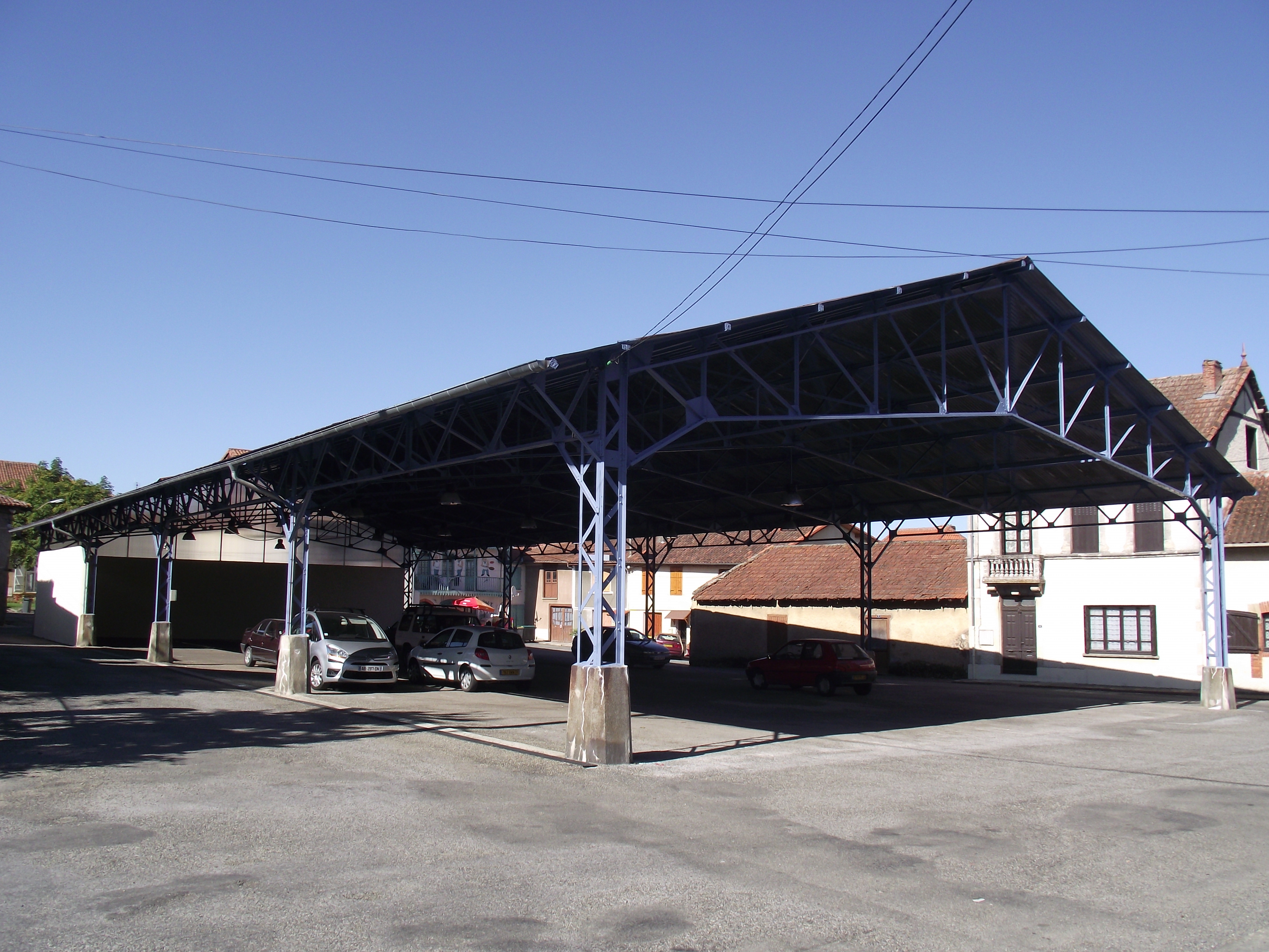
Крытый рынок
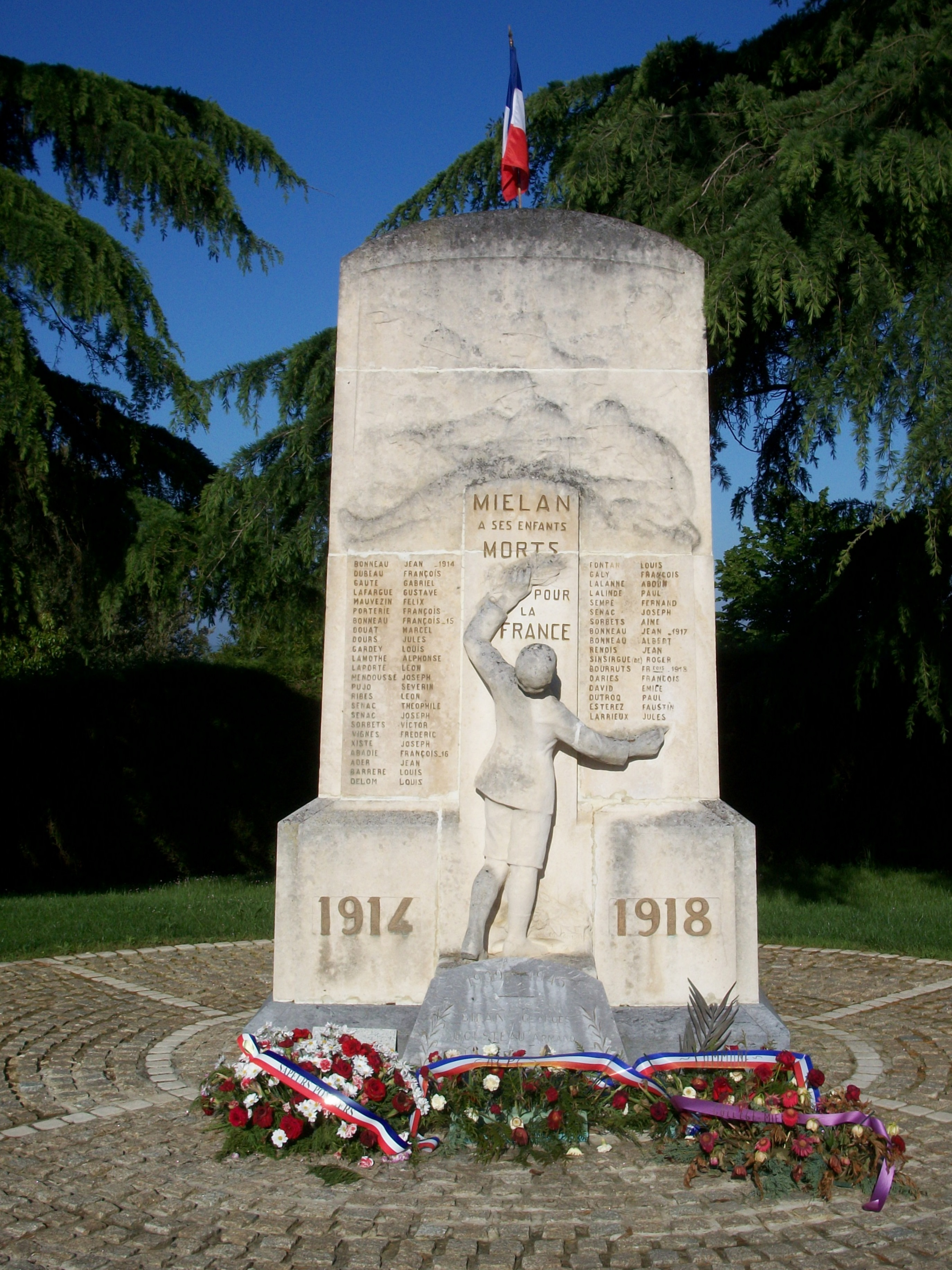
Военный мемориал
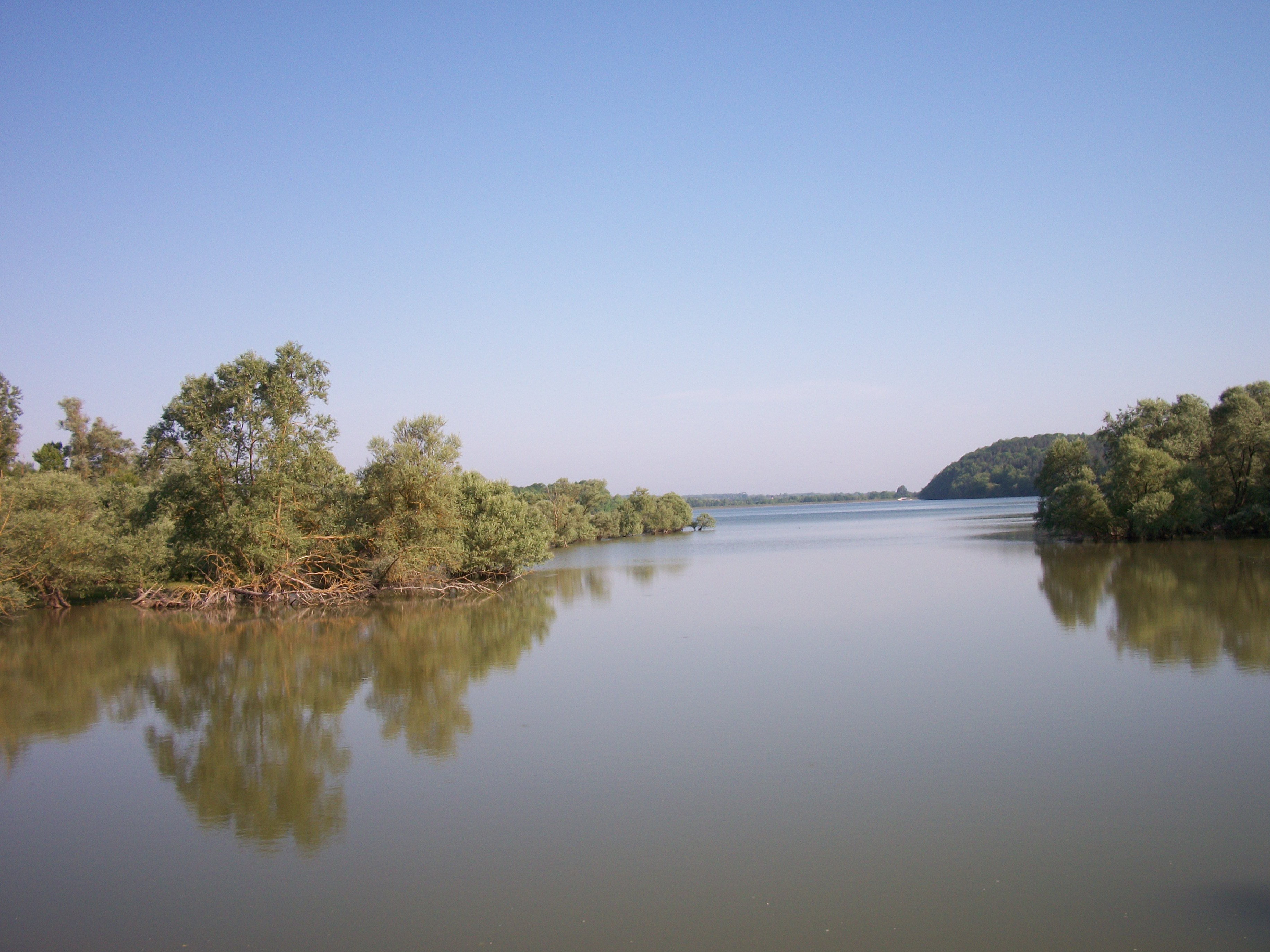
Озеро Мьелан